# Six Feet Under (빌리 아일리시의 노래)
〈Six Feet Under〉는 미국의 가수인 빌리 아일리시의 노래이다. 2016년 6월 23일 사운드클라우드를 통하여 먼저 공개되었다. 이후 2016년 11월 17일 다크룸과 인터스코프 레코드를 통하여 정식으로 재발매를 하게 되었다. 아일리시의 오빠이기도 한 피니어스 오코넬이 작사와 작곡 및 프로듀싱을 혼자서 맡아서 하였다. 장르는 어두침침하고 세심하며 연약한 느낌이 나는 팝 발라드이며, 뮤직 캐나다(MC)로부터 플래티넘을 인증 받게 되었다.

## 배경과 작곡·작사
〈Six Feet Under〉는 2016년 6월 23일 아일리시의 사운드클라우드 계정에 〈Ocean Eyes〉를 잇는 자신의 두 번째 싱글로 업로드가 되었다. 이후 2016년 11월 17일 다크룸과 인터스코프 레코드에서 디지털 다운로드와 스트리밍을 위하여 싱글로 정식 재발매를 하였다. 아일리시의 오빠인 피니어스 오코넬이 노래의 작사와 작곡, 그리고 프로듀싱까지 다 작업하였다. 마스터링과 믹싱은 스튜디오에서 일을 하고 있는 존 그린햄과 롭 키넬스키가 각각 맡았다.
할 레너드 뮤직 퍼블리싱이 Musicnotes.com에서 공개한 악보에 따르면 〈Six Feet Under〉는 분당 68박자로 중간 정도의 속도를 가지고 있다. B단조 키로 연주가 되고 있으며, 아일리시의 목소리는 A3에서 D5까지의 음역이 노래에 들어갔다. 언론에 올려지는 음악 평론에서는 이 곡을 분위기가 있는 팝 발라드로 묘사되고 있다. 아이돌레이터의 마이크 와스는 노래에 사용된 기악법을 라나 델 레이와 랩슬리, 버디의 후기 작품들과 비교하였다. 2017년 1월에는 블루 J, 가조, 제리 포크와 아이르 애틀란티카가 리믹스를 한 익스텐디드 플레이를 공개하였다. 빌보드의 댄 리건은 제리 포크의 리믹스에 선호를 표하면서 "보컬 하모니라는 벽이 얼굴을 당장 찌르는 것 같다"고 평하면서, "침묵은 점점 무거워지면서 스피커에서 뇌로 떨어질 때의 모든 음에 무게를 더하게 만든다"고 언급하였다. 가사는 〈Ocean Eyes〉와 같이 어두침침하고 세심하며 연약한 느낌이 나고 있다.

## 평가
〈Six Feet Under〉가 발매되고 나서 롤링 스톤의 라이언 리드는 "애절하고 분위기 있는 노래"라고 묘사하면서 노래에 극찬을 보냈다. 그리고 상업적으로도 뮤직 캐나다(MC)로부터 플래티넘을 인증받았으며, 미국 음반 산업 협회(RIAA)와 멕시코 음반 영상 제작 협회(AMPROFON), 폴란드 축음기 산업 협회(ZPAV), 오스트레일리아 음반 산업 협회(ARIA)에서는 골드를 인증 받는 등의 성과를 올렸다.

## 홍보
2016년 6월 30일, 아일리시는 집에서 만든 〈Six Feet Under〉의 뮤직 비디오를 공개하였다. 아일리시가 감독을 맡은 뮤직비디오에서는 울타리 앞에 있는 공에서 연기가 나오는 동영상이며, 역재생과 재생을 반복한다. 이 비디오는 아일리시의 엄마인 매기 베어드가 편집하였다. 〈Six Feet Under〉는 2019년에 진행되었던 아일리시의 투어 When We All Fall Asleep Tour의 세트리스트로 수록되었다. 또한 아메리칸 호러 스토리 시즌 9에 사용되기도 하였다. 감독이자 작가인 라이언 머피는 인스타그램에 한 젊은 여성이 칼을 든 남성에게 쫓기며 슬로 모션으로 숲 속을 달리는 짤막한 홍보 동영상에 사용하였다. 이어 칼날이 문틈을 뚫고 안으로 들어가자 여자는 울고 비명을 지르면서 오두막으로 들어가게 된다.

## 트랙 리스트
| #  | 제목               | 재생 시간 |
| -- | ------------------ | --------- |
| 1. | 〈Six Feet Under〉 | 3:09      |

| #            | 제목                                          | 재생 시간 |
| ------------ | --------------------------------------------- | --------- |
| 1.           | 〈Six Feet Under〉 (블루 J 리믹스)            | 3:35      |
| 2.           | 〈Six Feet Under〉 (가조 리믹스)              | 3:28      |
| 3.           | 〈Six Feet Under〉 (제리 포크 리믹스)         | 3:20      |
| 4.           | 〈Six Feet Under〉 (아이르 애틀란티카 리믹스) | 2:41      |
| 총 재생 시간 | 총 재생 시간                                  | 13:24     |

## 크레딧
크레딧은 타이달에서 발췌하였다.
- 빌리 아일리시 - 보컬
- 피니어스 오코넬 - 작사 및 작곡, 프로듀싱
- 존 그린햄 - 마스터링
- 롭 키넬스키 - 믹싱

## 차트

### 연말 차트
| 차트 (2019)    | 순위 |
| -------------- | ---- |
| 포르투갈 (AFP) | 649  |

## 인증
| 국가                               | 인증     | 판매량/출하량 |
| ---------------------------------- | -------- | ------------- |
| 오스트레일리아 (ARIA)              | 골드     | 35,000        |
| 캐나다 (뮤직 캐나다)               | 플래티넘 | 80,000        |
| 폴란드 (ZPAV)                      | 골드     | 10,000        |
| 멕시코 (AMPROFON)                  | 골드     | 30,000        |
| 미국 (RIAA)                        | gold     | 500,000       |
| 판매량+스트리밍을 기반으로 한 인증 |          |               |